# Дневниците на вампира (поредица)
Дневниците на вампира (англ.The Vampire Diaries) е вампирски хорър за тийнейджъри написан от авторката Л. Дж. Смит. Историята се върти около Елена Гилбърт, популярно момиче от гимназията, и нейната връзка между двама братя вампири. Първоначално поредицата е била триология, издадена през 1991 година, но натискът от страна на читателите я накара да напише продължението Тъмното обединение, което беше издадено през следващата година. След голяма почивка от писането Л. Дж. Смит написва нова триология под името Дневниците на вампира: Завръщането през 1998, като продължение на поредицата и Деймън – като главен герой. Първото продължение Свечеряване е издадено на 10 февруари, 2009 година. Сенчести души е издадено на 6 май, 2010 година. Полунощ е предвидено за издаване на 8 декември, 2010 година.
Дневниците на вампира са адаптирани в телевизионен сериал, чийто пилотен епизод беше излъчен на 10 септември, 2009 година по телевизионната програма The CW.
Сценаристи и продуценти на сериала са Кевин Уилямсън и Джули Плек.
Заедно с Л. Дж. Смит, Кевин Уилиямсън и Джули Плек ще издадат още една триология под името Дневниците на Стефан, които, обаче, ще бъдат предходни на събитията, случващи се в ТВ сериала. Първата книга от Денвниците на Стефан се казва Началото и официално излезе на 2 ноември, 2010 година. Продължанията под заглавията Жажда за кръв и Желанието трябва да излязат на 4 януари, 2011 и съответно 3 май, 2011; книгите са написани от гледната точка на Стефан Салватор.
През октомври 2010 Л. Дж. Смит обяви на своята интернет страница, че въпреки всичко, поредицата няма да завърши със Завръщането: Полунощ, а ще продължи с нова триология озаглавена Дневниците на вампира: Ловците, която съдържа книгите: Фантом, Песента на Месечината и Вечност.

## Книгите
1. Пробуждането – The Awakeing (1991)
2. Борбата – The Struggle (1991)
3. Яростта – The Fury (1991)
4. Тъмното обединение – Dark Reunion (1992)
5. Завръщането: Свечеряване – The Return: Nightfall (2009)
6. Завръщането: Сенчести души – The Return: Shadow Souls (2010)
7. Завръщането: Полунощ – The Return: Midnight (2011)
8. Дневниците на Стефан (Vampire Diaries v. 1) № 1 – Началото (Origins) – (2010)
9. Дневниците на Стефан (Vampire Diaries v. 2) № 2 – Жажда за кръв (Bloodlust) – (2011)
10. Дневниците на Стефан (Vampire Diaries v. 3) № 3 – Желанието (The Craving) – (2011)